# Abel Burckhardt

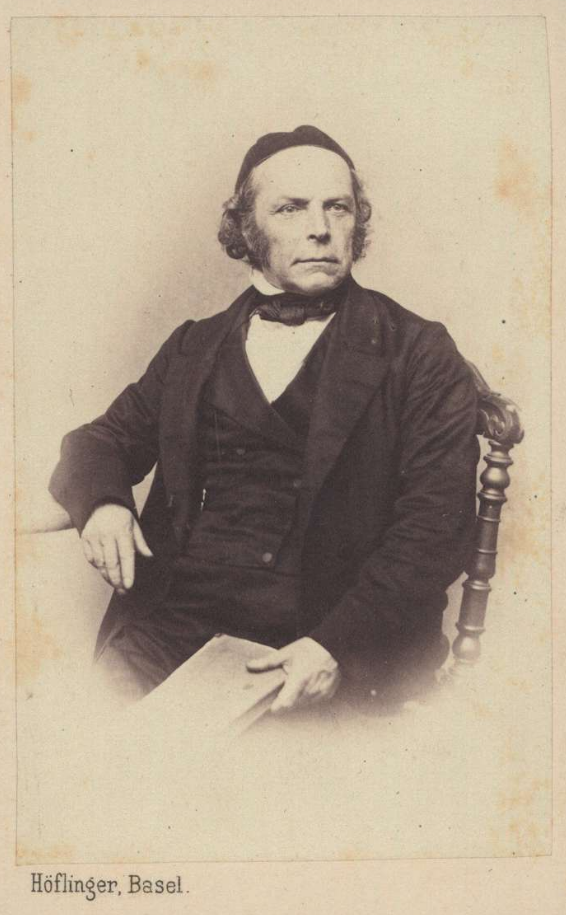
Abel Burckhardt-Miville

Abel Burckhardt (auch Burckhardt-Miville; * 31. März 1805 in Basel; † 25. Juli 1882 ebenda) war ein Schweizer Pfarrer und Komponist. Er wurde bekannt für seine baseldeutschen Weihnachts- und Kinderlieder.

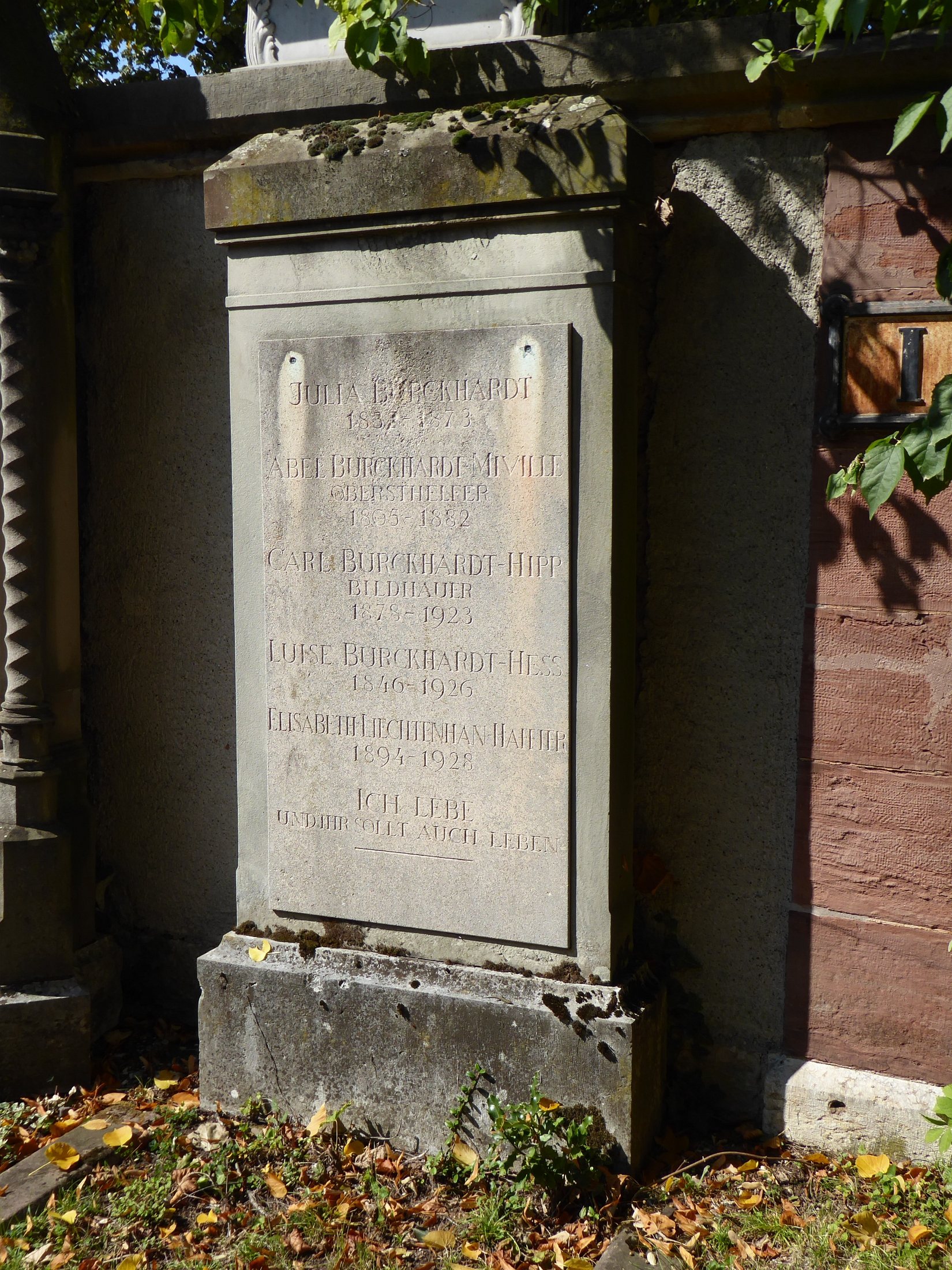
Familiengrab auf dem Friedhof Wolfgottesacker

Burckhardt wuchs als zweitältestes von sechs Kindern in Basel auf. Während des Studiums in Basel und Berlin befreundete er sich mit dem Aarauer Komponisten Friedrich Theodor Fröhlich und dem später in Basel lehrenden Germanisten Wilhelm Wackernagel, wovon mehrere Briefe zeugen. 1830 heiratete er Juliana Veronika Miville (1810–1870); gemeinsam hatten sie neun Kinder. Der älteste Sohn Theophil wurde Historiker, sein Schwiegersohn Rudolf Löw sowie sein Enkel Rudolf Löw junior traten in seine musikalischen Fussstapfen und wurden Komponisten sowie Organisten.
1829 wurde Burckhardt Vikar in Lohn SH, 1830 Gemeinhelfer in Basel. 1839 übernahm er die Pfarrstelle in Gelterkinden, bevor er 1854 nach Basel zur Münstergemeinde zurückkehrte. Bis zur Pensionierung 1875 wirkte er am Basler Münster als Obersthelfer (2. Pfarrer). Zu seinen zahlreichen Nebentätigkeiten gehörten stadthistorische Publikationen in den Neujahrsblättern der Gesellschaft für das Gute und Gemeinnützige Basel sowie die Komposition von Kirchengesängen und Kinderliedern, wovon die Kinder-Lieder (1845), eine Weihnachtsliedersammlung in Dialekt, weite Verbreitung in der Region fanden.
Seine letzte Ruhestätte fand Abel Burckhardt auf dem Friedhof Wolfgottesacker in Basel. Im gleichen Grab wurde später sein Enkel Carl Burckhardt begraben, ein Sohn des Basler Dekans und Pfarrers Abel Burckhardt (1841–1883) und älterer Bruder von Paul Burckhardt.